# Маоцзянь
Маоцзя́нь (кит. упр. 茅箭, пиньинь Máojiàn) — район городского подчинения городского округа Шиянь провинции Хубэй (КНР).

## История
Изначально эти места входили в состав уезда Юньсянь (郧县). В 1950 году здесь была образована волость Маоцзянь (茅箭乡). В 1958 году в уезде Юньсянь был образован район Шиянь (十堰区), в состав которого вошла и волость Маоцзянь. В 1961 году волости были переименованы в коммуны. В 1969 году район Шиянь был выделен из уезда Юньсянь, став отдельным городом в составе Специального района Юньян.  В 1970 году Специальный район Юньян был переименован в Округ Юньян. В 1973 году Шиянь был выведен из состава округа, став городом провинциального подчинения. 
В 1984 году коммуна Маоцзянь была преобразована в район Маоцзянь. В 1994 году решением Госсовета КНР город Шиянь и округ Юньян были объединены в городской округ Шиянь.

## Административное деление
Район делится на 4 уличных комитета, 1 посёлок и 3 волости.